# Val de San Lorenzo

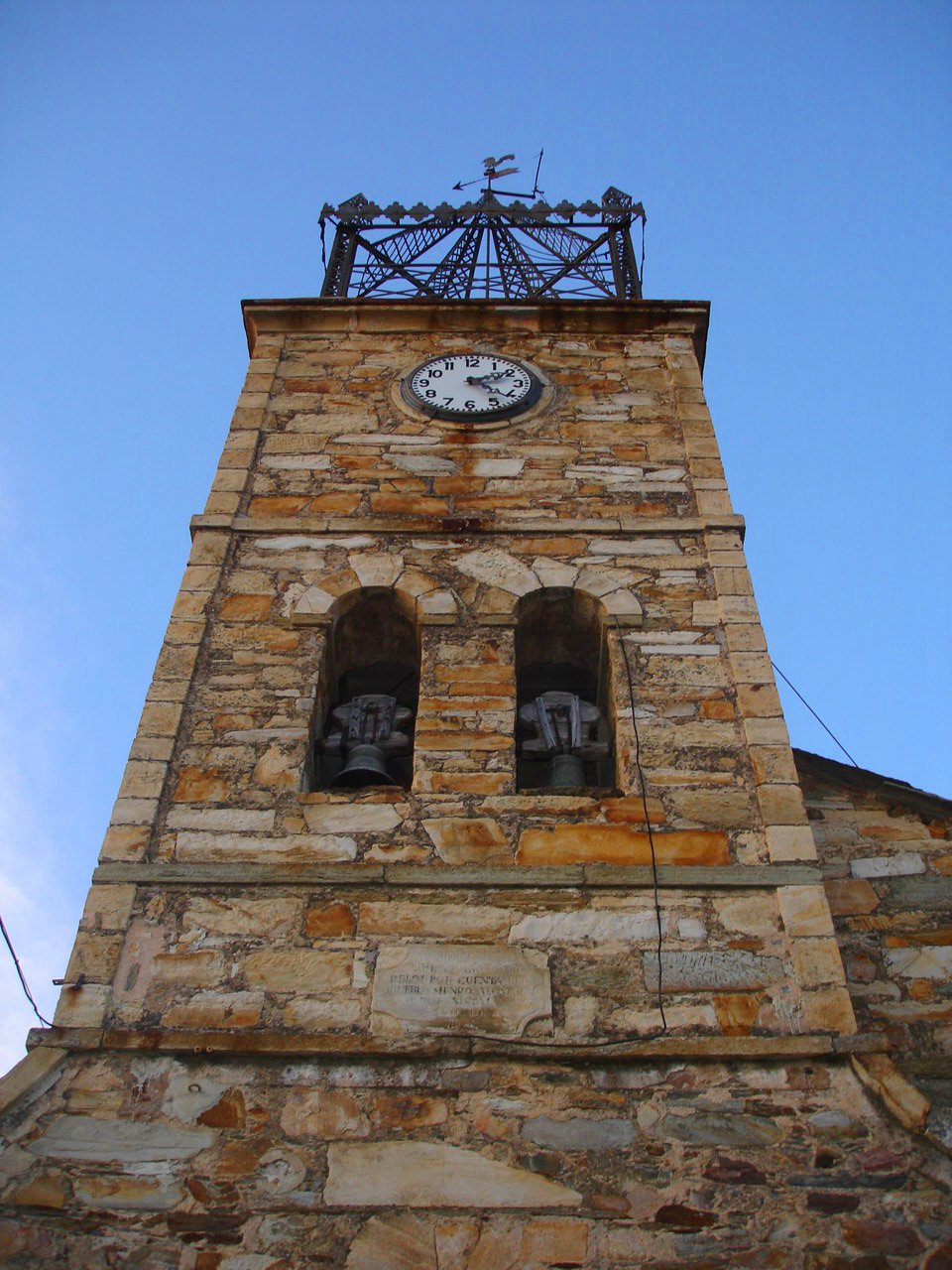
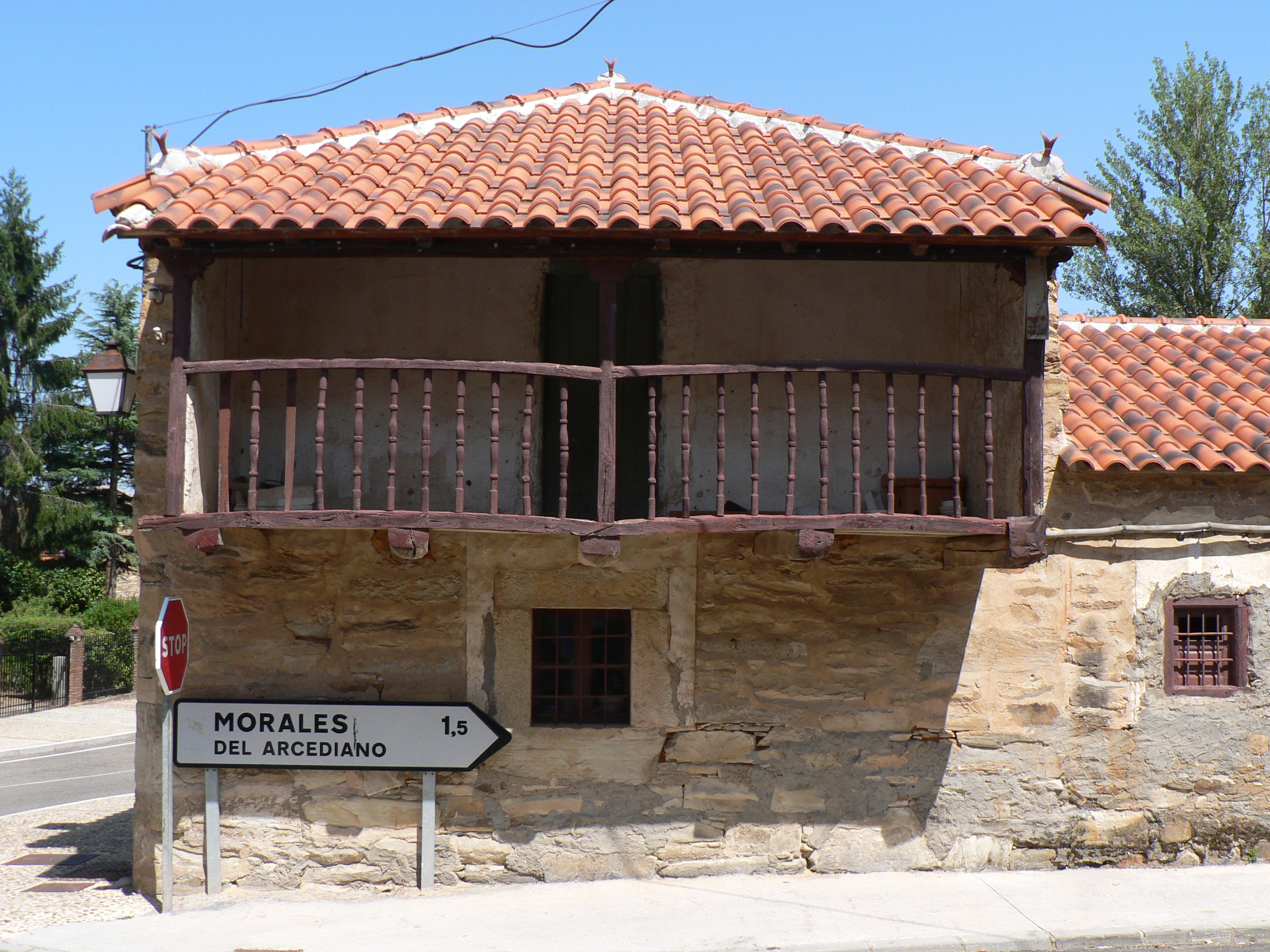

Val de San Lorenzo is een gemeente in de Spaanse provincie León in de regio Castilië en León met een oppervlakte van 49,49 km². Val de San Lorenzo telt 529 inwoners (1 januari 2016).

## Demografische ontwikkeling
Bron: INE, 1857-2011: volkstellingen
Opm.: Tot 1857 behoorde Val de San Lorenzo tot de gemeente Santiago Millas